# Любовники (фильм, 1991)
«Любовники» (исп. Amantes) — испанский фильм в жанре нуар. Фильм принёс его режиссёру Висенте Аранде широкую известность в англоговорящем мире. Картина завоевала две премии «Гойя» (за лучший фильм и за лучшую режиссуру) и считается одним из лучших испанских фильмов 1990-х годов.

## Сюжет
Мадрид середины 1950-х годов. Пако, молодой красивый юноша из провинции, дослуживает последние дни в армии и подыскивает стабильную работу и жильё. Он обручён с Трини, горничной своего командира. Она не слишком красива, но за многие годы напряжённой работы у неё накоплена значительная сумма денег, которая позволит ей и Пако комфортно начать совместную жизнь. С появлением новых рабочих мест на заводе Пако съежает из казарм и ищет место для проживания до свадьбы. Трини направляет его к Луисе, красивой вдове, периодически сдающей за плату свою спальню.
Помимо этого заработка Луиса участвует в афере с подпольными контрактами и обманом своих партнёров получает денег не меньше, чем за аренду. Мгновенно сразив Пако, привлекательная Луиса совращает своего нового арендатора. Пако, разочарованный своими бесплодными поисками хорошей работы и отказом Трини заниматься сексом с ним до свадьбы, оказывает слабое сопротивление соблазняющим словам Луисы. Он ослеплён сексуальным наслаждением, с которым та знакомит его. Подобная новая жизнь влечёт Пако к Луисе настолько, что он надолго отказывается от встреч с Трини и лишь на Рождество появляется в доме своего командира, чтобы провести с ней праздник. Трини чувствует возникшую дистанцию между ними с Пако и удивлена, увидев на улице «старую деву», сразу догадавшись об отношениях Пако с Луисой…

## В ролях
- Виктория Абриль — Луиса
- Хорхе Санс — Пако
- Марибель Верду — Трини
- Энрике Серро — начальник
- Мабель Эсканьо — жена начальника
- Алисия Агут — мать Трини
- Хосе Серро — Минута
- Габриэль Латорре — Гордо
- Сатурнино Гарсия — Пуэблерино

## Премии и номинации
- 1992: Две премии Гойя: лучший фильм и лучший режиссёр
- 1991: Берлинский кинофестиваль — лучшая актриса (Виктория Абриль)
- 1991: Flanders International Film Festival. Особое упоминания Марибель Верду
- 1991: Две премии ADIRCAE: лучшая актриса (Абриль, Виктория|Виктория Абриль) и лучший режиссёр (Аранда, Висенте|Висенте Аранда)
- 1992: Fotogramas de Plata: лучший фильм
- 1991: Mystfest: лучший фильм
- 1991: Ondas Awards: лучший фильм; лучшая актёрская работа (Верду, Марибель|Марибель Верду)
- 1992: Sant Jordi Awards: лучший фильм